# Wegmann/Düwag 6ZGTW
Wegmann/Düwag 6ZGTW – typ tramwaju produkowanego w latach 1966–1967 oraz 1970 przez zakłady Wegmann w Kassel przy użyciu gotowych części z zakładów Düwag z Düsseldorfu.

## Konstrukcja
6ZGTW to dwukierunkowe, sześcioosiowe, wysokopodłogowe, silnikowe wagony tramwajowe. Nadwozie składa się z dwóch członów połączonych przegubem. Człony zamontowane są na wózkach napędowych, natomiast przegub na wózku tocznym. Po lewej i prawej stronie nadwozia umieszczono po czworo podwójnych drzwi harmonijkowych. Prąd zasilający obwody elektryczne tramwaju odbierany jest z sieci trakcyjnej za pośrednictwem pantografu nożycowego. Na obu końcach tramwaju zainstalowano po jednym reflektorze.

## Dostawy
| Państwo        | Miasto         | Lata dostaw    | Liczba | Numery taborowe |       |
| -------------- | -------------- | -------------- | ------ | --------------- | ----- |
| Niemcy         | Kassel         | 1966–1970      | 17     |                 | [ 1 ] |
| Łączna liczba: | Łączna liczba: | Łączna liczba: | 17     |                 |       |

## Eksploatacja
W latach 1966–1967 i 1970 miasto Kassel zakupiło łącznie 17 wagonów 6ZGTW w dwóch seriach. W 1999 r. osiem wagonów zakupiło przedsiębiorstwo MZK Gorzów Wielkopolski, a w 2011 r. kolejne dwa z amsterdamskiego muzeum. Niektóre egzemplarze przystosowano do ruchu jednokierunkowego zamykając na stałe drzwi po lewej stronie wagonu i wyłączając z eksploatacji, a także likwidując, drugą kabinę motorniczego.